# 西松和彦
西松 和彦（にしまつ かずひこ、10月20日 - ）は、日本の男性声優。キャロットハウス所属（預かり）。東京都出身。
身長174cm。趣味は音楽鑑賞、音響製作、読書、釣り、ゲーム。特技水泳。

## 出演

### テレビアニメ
1997年
- キューティーハニーF（コジロウ、アナウンサー、船のオーナー、医師、リポーター）
- 金田一少年の事件簿（医師）
- さくらももこ劇場 コジコジ（1997年 - 1999年、先生、田中松ノ助、欲深い男）

1998年
- 花さか天使テンテンくん（園長、蘭林の父、エンマ大王）
- ひみつのアッコちゃん（第3作）（八百屋主人、ガンモのじいちゃん、医者）
- ビーストウォーズII 超生命体トランスフォーマー（1998年 - 1999年、ハーフシェル / ゴッドネプチューン）

1999年
- イソップワールド（カピバラ）
- こちら葛飾区亀有公園前派出所（1999年 - 2001年、黒川、ミケランジェロ・ガンディーニ、小橋本部長、擬宝珠夜婁紫喰、柴又署署長、間宮画伯）
- コレクター・ユイ（1999年 - 2000年、ピース、キルシェのマスター、浪人、ピース、キルシェのマスター）
- 週刊ストーリーランド（1999年 - 2001年、老人A、院長、強盗、殿様、社長、男D）
- 将太の寿司 心にひびくシャリの味（松山）
- 神八剣伝（シュメ、シツジ）
- HUNTER×HUNTER（第1作）（ノストラード、船長、執事）
- ベターマン（校長先生、博士）
- 未来少年コナンII タイガアドベンチャー（久保教授、村長、男 他）

2000年
- アルジェントソーマ（将校B、天文学者）
- GEAR戦士電童（オーナー）
- ドキドキ♡伝説 魔法陣グルグル（バド）
- ビックリマン2000（エリア角鯛）
- ファーブル先生は名探偵（吉岡菊次郎）
- メダロット魂（ヘンリーマッケンナ）

2001年
- テニスの王子様（伴田幹也）
- 破壊魔定光（校長）

2002年
- おジャ魔女どれみドッカ〜ン!（寿司屋の客、ワルワル将軍）
- 神世紀伝マーズ（2002年 - 2003年、ハザード、官僚）
- 真・女神転生Dチルドレン ライト&ダーク（シュウユウ）
- デジモンフロンティア（占い師セピックモン）
- 満月をさがして（アクセル）

2003年
- 明日のナージャ（ルピック、海賊）
- DEAR BOYS（丸山平蔵）

2004年
- 機動戦士ガンダムSEED DESTINY（タツキ・マシマ、艦隊司令、軍医、市民、司令、ナスカ艦長、保安要員）
- 金色のガッシュベル!!（セカンド・サイト）
- BURN-UP SCRAMBLE（ディル、強盗A、署長、おじさん）
- PEACE MAKER鐡（古高俊太郎〈桝屋〉）

2005年
- 魔豆奇伝パンダリアン（ピック）
- 遊☆戯☆王デュエルモンスターズGX（2005年 - 2006年、アナシス、オブライエンの父）

2006年
- capeta（立花社長）
- シュヴァリエ 〜Le Chevalier D'Eon〜（ベストゥージェフ）
- 人造昆虫カブトボーグ V×V（2006年 - 2007年、ボス、ラモン、IKA会長、サンタクロース）

2007年
- PRISM ARK（ゲロート・ポイオス）

2009年
- ケロロ軍曹（漫画家）
- リストランテ・パラディーゾ（フリオ）

2012年
- クッキンアイドル アイ!マイ!まいん!（芋山にしん）
- 夏目友人帳 肆（黒鎌の妖怪）

2013年
- 銀河へキックオフ!!（校長先生）

### 劇場アニメ
1998年
- ビーストウォーズII 超生命体トランスフォーマー　ライオコンボイ危機一髪!（ハーフシェル / ゴッドネプチューン）

1999年
- MARCO 母をたずねて三千里（フォスコ、車掌）

2001年
- アリーテ姫（仕立屋親方、老臣）

2002年
- デジモンフロンティア 古代デジモン復活!!（ブルモン）

2005年
- 劇場版 テニスの王子様 跡部からの贈り物 〜君に捧げるテニプリ祭り〜（伴田幹也）

2009年
- アジール・セッション（長老）

### OVA
1997年
- 貯金戦士キャッシュマン（警察署長、老人）

1998年
- ダイノゾーン（シャドーブラキオ）

2000年
- 勇者王ガオガイガーFINAL（評議員A）

2004年
- HUNTER×HUNTER G・I Final（ノストラード）

2009年
- 超昂閃忍ハルカ（業岡一全）

### ゲーム
2000年
- さくらももこ劇場 コジコジ（先生）※ドリームキャスト
- ブレイブサーガ2（ブレア）
- ブレイドアーツ 〜黄昏の都ルルイエ〜（Dr.ハリー・サンダーソン）

2002年
- テニスの王子様SWEAT & TEARS（伴田幹也）

2003年
- あしたのジョー〜まっ白に燃え尽きろ!〜（西寛一）
- グローランサーIV（バルカニア王）
- ゲゲゲの鬼太郎 異聞妖怪奇譚
- ゲゲゲの鬼太郎 逆襲!妖魔大血戦
- 十二国記 -紅蓮の標 黄塵の路-（桜桑 他）
- DEAR BOYS（丸山平蔵）

2004年
- シャドウハーツII（石村貫太郎、アンリ）
- 十二国記 -赫々たる王道 紅緑の羽化-（桜桑、おじいさん 他）
- スペクトラルフォース ラジカルエレメンツ（ヴァルケン・バロニール、カナル・デゼルト、ギールバウス）

2005年
- スペクトラルフォース クロニクル（バイアード13世、ジャネス、ブリガトー、ギャリン、ゲラ）
- TOUGH DARK FIGHT（九十九雫）

2006年
- テニスの王子様 ドキドキサバイバル 山麓のMystic（伴田幹也）
- 任侠伝 渡世人一代記（鬼塚徹心）
- ほたる（豪御寺徳）
- マイネリーベII〜誇りと正義と愛〜（リューネブルク）

2007年
- アガレスト戦記
- テニスの王子様 ドキドキサバイバル 海辺のSecret（伴田幹也）
- 悠久ノ桜（樋野草一郎）

2008年
- スペクトラルフォース ジェネシス（ダブルエックス）
- 超昂閃忍ハルカ（業岡一全）
- ふしぎ遊戯 朱雀異聞（土黙勒）

2010年
- CLOCK ZERO 〜終焉の一秒〜

2012年
- 十鬼の絆 〜関ヶ原奇譚〜（琴浦透真）
- ワンド オブ フォーチュン2 FD 〜君に捧げるエピローグ〜（セグ・ウル・ナギル）

2013年
- 幻創のイデア〜Oratorio Phantasm Historia〜（嵐山）
- 十鬼の絆 花結綴り（琴浦透真）

### 吹き替え

#### アニメ
- 世界名作アニメーション
  - アリババと40人の盗賊（盗賊のボス）
  - 男装の騎士ムーラン（父親）
  - 王女アナスタシア（老人、ポルシェビギのボス）

### ドラマCD
- Cinematic Sound Drama GetBackers-奪還屋- マリンレッドを奪り還せ!〜Legend of Vampire〜（運転手）
- 十鬼の絆シリーズ（琴浦透真）
  - 十鬼の絆 ドラマCD 〜大原女騒動〜[11]
  - 十鬼の絆 ドラマCD 〜伝説の果実〜[12]
- リストランテ・パラディーゾ Drama CD Vol.1（フリオ）